# Liste der Monuments historiques in Saint-Léger-des-Prés
Die Liste der Monuments historiques in Saint-Léger-des-Prés führt die Monuments historiques in der französischen Gemeinde Saint-Léger-des-Prés auf.

## Liste der Bauwerke
| Bezeichnung     | Beschreibung                  | Standort | Kennzeichnung | Schutzstatus | Datum | Bild |
| --------------- | ----------------------------- | -------- | ------------- | ------------ | ----- | ---- |
| Kirche St-Léger | Erbaut im 16./17. Jahrhundert | (Lage)   | PA00090794    | Inscrit      | 1980  |      |

## Liste der Objekte

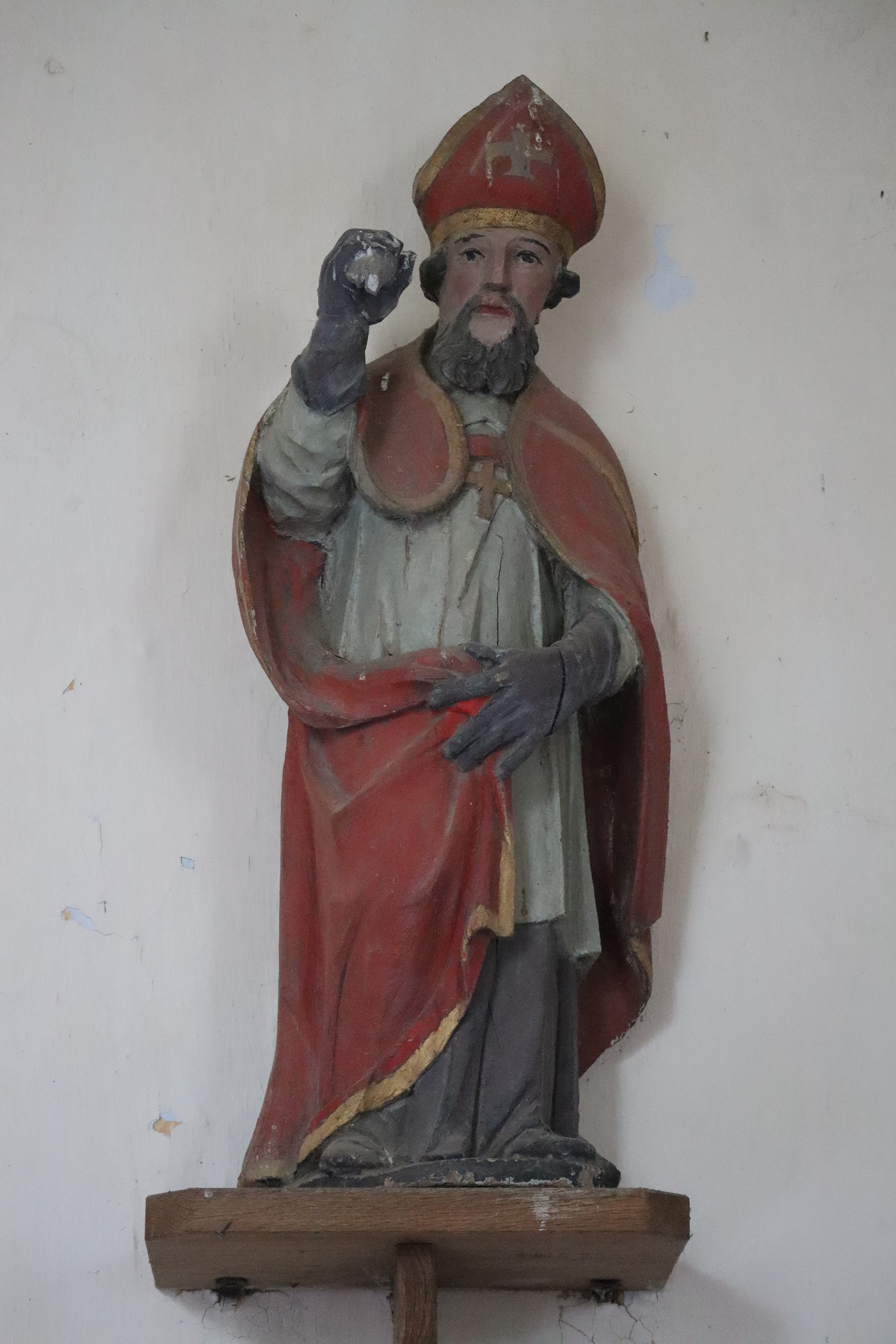
Skulptur des heiligen Leodegar (17. Jahrhundert) in der Kirche St-Léger

- Monuments historiques (Objekte) in Saint-Léger-des-Prés in der Base Palissy des französischen Kultusministeriums